# Партизански одред Звијезда
Партизански одред Звијезда био је јединица НОВЈ формирана у источној Босни у октобру 1941. Одред је водио тешке борбе у источној Босни и успео да се одржи током друге непријатељске офанзиве, али се у априлу 1942. током треће непријатељске офанзиве распао, пошто се део бораца побунио против комунистичког руководства и прешао у четничке јединице.

## Ратни пут
НОП одред Звијезда формиран је у првој половини октобра 1941. на планини Звијезди у источној Босни (између Вареша и Олова) од Црновршког батаљона, Семизовачког одреда и Варешке чете. Већ у новембру имао је 4 батаљона и једну самосталну чету са око 1.200 бораца.

### Борбе у 1941. години
Одред је вршио нападе на комуникације у долинама Босне и Ставње, дејствовао око Сарајева, Рајловца, Семизовца, Вареша, Какња, Брезе и Олова. За кратко време створио је знатну слободну територију северно од Сарајева. Немачке и усташко-домобранске снаге су су 10. и 14. новембра и 6-8. децембра 1941. покушале да одбаце Одред од комуникација, али без успеха. Од 10. до 15. децембра Одред је заједно са Муслиманским батаљоном Романијског партизанског одреда водио тешке борбе за Вареш. Делови Одреда, Романијског НОПО и четници учествовали су 17. децембра 1941. у ослобођењу Олова, а затим, од 16. до 21. децембра, у ослобођењу долине Криваје од Олова до Завидовића.

### Борбе у 1942. години
У јануару 1942, када је већ имао 5 батаљона, Одред је захваћен Другом непријатељском офанзивом, али је успео да одржи слободну територију. После офанзиве 12/13. фебруара 1942. заузео је Бегов Хан, где је заробио сатнију (чету) домобрана. Приликом формирања 1. источнобосанског пролетерског батаљона, 13. марта у Средњем, Одред је дао део бораца за његов састав, а 9. априла дао је Зенички батаљон за формирање Зеничког партизанског одреда. Тако је већина комуниста, скојеваца и политички организованих бораца прешла у новоформиране јединице, а у Одреду су остали локални српски устаници, под командом малог броја комунистичких старешина. У трећој непријатељској офанзиви, која је у априлу 1942. захватила и територију Одреда, почело је осипање бораца и прелазак у четничке јединице. Почетком маја Одред се потпуно распао, пошто се већина бораца уз помоћ четника побунила и похапсила комунисте и руководиоце Одреда, од којих је један број погубљен у току преврата. Преостали борци делом су се разишли кућама, а делом прикључили четницима.